# 和白丘
和白丘（わじろおか）は、福岡県福岡市東区に存在する町丁。現行行政地名は和白丘一丁目から四丁目である。郵便番号は811-0213。

## 地理
和白丘は、博多湾（福岡湾）の東、海の中道の南東に位置する。

## 人口と世帯
- 2023年9月において世帯数と人口数はそれぞれ次のようになっている[2]。

|        | 世帯数  | 人口数  | 人口数 | 人口数 |
| 総人口 | 世帯数  |         |        |        |
| 和白丘 | 741世帯 | 6,750人 |        |        |

## 交通
- 鉄道路線は、JR九州鹿児島本線福工大前駅が町域に所在、JR香椎線（海の中道線）と西鉄貝塚線の和白駅が隣接する和白に所在しており、二丁目や三丁目の最寄り駅である。
- 道路は、福岡県道59号志賀島和白線（通称として海の中道）が当町内通り、国道495号も南北に通過している。

## 周辺
- 福岡和白病院